# Куп Радивоја Кораћа 2023.
Куп Радивоја Кораћа 2023. године био је одржан по седамнаести пут као национални кошаркашки куп Србије, а двадесет први пут под овим именом. Домаћин турнира био је Ниш у периоду од 15. до 18. фебруара 2023. године, а сви мечеви су одиграни у Хали Чаир. Насловни спонзор такмичења и ове године је било Триглав осигурање.
Управни одбор Кошаркашког савеза Србије је на седници одржаној 23. децембра 2022. године донео одлуку да Ниш и у сезонама 2022/23. и 2023/24. буде домаћин завршног турнира националног купа.
Жреб парова овог издања Купа Радивоја Кораћа одржан је 24. јануара 2023. у хотелу Crowne Plaza Beograd. Парове су извлачили заменица градоначелнице Ниша Душица Давидовић, представница Триглав осигурања Ивана Вулић Живковић, тренер Спартака Офис шуз Жељко Лукајић и тренер Војводине Милош Исаков Ковачевић. Вољом жреба је предвиђена могућност да се београдски вечити ривали сретну већ у полуфиналу, што се и догодило.
И ове године на снази је било правило да сваки клуб за такмичење може да пријави највише четири играча који поседују инострано кошаркашко држављанство. Партизан Моцарт бет је решио да са списка пријављених изостави Јама Мадара и Јаниса Папапетруа. Црвена звезда Меридијанбет је донела одлуку да на турниру наступи без Николе Ивановића и Џона Холанда.
Црвена звезда Меридијанбет је трећу годину заредом освојила трофеј. У финалу је савладала екипу Меге МИС резултатом 96:79. Кошаркашима Звезде је ово био укупно дванаести трофеј у националном купу, а девети откад то такмичење носи име Радивоја Кораћа.
Признања намењена најкориснијем играчу и најбољем стрелцу финалне утакмице освојио је Звездин бек Огњен Добрић, чији индекс корисности је износио 31. Он је постигао 24 поена, забележио шест скокова, проследио три асистенције и украо две лопте.

## Учесници
На турниру учествује укупно 8 екипа, а право учешћа клуб може стећи по једном од три основа:
- Као учесник првог ранга Јадранске лиге 2022/23. (5 екипа)
  - По овом основу пласман су обезбедили Борац Моцарт, Мега МИС, Партизан Моцарт бет, ФМП Сокербет и Црвена звезда Меридијанбет.
- Као финалиста Купа КСС II степена (2 екипе)
  - По овом основу пласман су обезбедили: Спартак Офис шуз (победник) и Војводина (финалиста).[7]
- Као најбоље пласирана екипа на половини првог дела такмичења у Кошаркашкој лиги Србије 2022/23. (1 екипа)
  - По овом основу пласман је обезбедио Металац.[1][8]

## Дворана
| Ниш              | НишКуп Радивоја Кораћа 2023. на карти Србије |
| Хала Чаир        | НишКуп Радивоја Кораћа 2023. на карти Србије |
| Капацитет: 4.800 | НишКуп Радивоја Кораћа 2023. на карти Србије |
|                  | НишКуп Радивоја Кораћа 2023. на карти Србије |

## Костур такмичења
|  | Четвртфинале              | Четвртфинале               |                            |    | Полуфинале | Полуфинале |  |  | Финале | Финале |
|  |                           |                            |                            |    |            |            |  |  |        |        |
|  | 15. фебруар 2023.         |                            |                            |    |            |            |  |  |        |        |
|  |                           |                            |                            |    |            |            |  |  |        |        |
|  | Партизан Моцарт бет       | 91                         |                            |    |            |            |  |  |        |        |
|  | Партизан Моцарт бет       | 91                         | 17. фебруар 2023.          |    |            |            |  |  |        |        |
|  | Спартак Офиз шуз          | 69                         |                            |    |            |            |  |  |        |        |
|  | Спартак Офиз шуз          | 69                         | Партизан Моцарт бет        | 75 |            |            |  |  |        |        |
|  | 16. фебруар 2023.         |                            | Партизан Моцарт бет        | 75 |            |            |  |  |        |        |
|  |                           | Црвена звезда Меридијанбет | 83                         |    |            |            |  |  |        |        |
|  | Црвена звеза Меридијанбет | Црвена звезда Меридијанбет | 83                         | 89 |            |            |  |  |        |        |
|  | Црвена звеза Меридијанбет |                            | 18. фебруар 2023.          | 89 |            |            |  |  |        |        |
|  | Борац Моцарт              | 64                         |                            |    |            |            |  |  |        |        |
|  | Борац Моцарт              | 64                         | Црвена звезда Меридијанбет | 96 |            |            |  |  |        |        |
|  | 16. фебруар 2023.         |                            | Црвена звезда Меридијанбет | 96 |            |            |  |  |        |        |
|  |                           | Мега МИС                   | 79                         |    |            |            |  |  |        |        |
|  | ФМП Сокербет              | Мега МИС                   | 79                         | 91 |            |            |  |  |        |        |
|  | ФМП Сокербет              | 17. фебруар 2023.          |                            | 91 |            |            |  |  |        |        |
|  | Металац                   | 76                         |                            |    |            |            |  |  |        |        |
|  | Металац                   | 76                         | ФМП Сокербет               | 67 |            |            |  |  |        |        |
|  | 15. фебруар 2023.         |                            | ФМП Сокербет               | 67 |            |            |  |  |        |        |
|  |                           | Мега МИС                   | 86                         |    |            |            |  |  |        |        |
|  | Мега МИС                  | Мега МИС                   | 86                         | 75 |            |            |  |  |        |        |
|  | Мега МИС                  |                            |                            | 75 |            |            |  |  |        |        |
|  | Војводина                 | 62                         |                            |    |            |            |  |  |        |        |
|  | Војводина                 | 62                         |                            |    |            |            |  |  |        |        |

## Четвртфинале
| 15. 2. 2023. 18:00 | Извештај | Партизан Моцарт бет                                                         | 91 : 69 | Спартак Офис шуз                  | Хала Чаир, Ниш Гледаоци: 2.600 Судије: Марко Јурас, Јелена Смиљанић, Младен Вулетин |  |
| 15. 2. 2023. 18:00 | Извештај | Четвртине: 23 : 16, 30 : 18, 20 : 19, 18 : 16                               |         |                                   | Хала Чаир, Ниш Гледаоци: 2.600 Судије: Марко Јурас, Јелена Смиљанић, Младен Вулетин |  |
| 15. 2. 2023. 18:00 | Извештај | Поени: Лесор 17 Скокови: Ледеј 11 Асистенције: Аврамовић 6 Индекс: Ледеј 27 |         | Бојић 17 Бојић 8 Харди 5 Бојић 19 | Хала Чаир, Ниш Гледаоци: 2.600 Судије: Марко Јурас, Јелена Смиљанић, Младен Вулетин |  |

| 15. 2. 2023. 21:00 | Извештај | Мега МИС                                                                         | 75 : 62 | Војводина                             | Хала Чаир, Ниш Гледаоци: 650 Судије: Радош Арсенијевић, Иван Стефановић, Милан Сибиновић |  |
| 15. 2. 2023. 21:00 | Извештај | Четвртине: 19 : 18, 25 : 20, 19 : 14, 12 : 10                                    |         |                                       | Хала Чаир, Ниш Гледаоци: 650 Судије: Радош Арсенијевић, Иван Стефановић, Милан Сибиновић |  |
| 15. 2. 2023. 21:00 | Извештај | Поени: Рори 13 Скокови: Бранковић 7 Асистенције: Церовина 4 Индекс: Бранковић 21 |         | Беслаћ 23 Шајин 8 Јововић 6 Беслаћ 26 | Хала Чаир, Ниш Гледаоци: 650 Судије: Радош Арсенијевић, Иван Стефановић, Милан Сибиновић |  |

| 16. 2. 2023. 18:00 | Извештај | Црвена звезда Мердијанбет                                                       | 89 : 64 | Борац Моцарт                                        | Хала Чаир, Ниш Гледаоци: 2.600 Судије: Немања Нинковић, Владимир Весковић, Милош Хаџић |  |
| 16. 2. 2023. 18:00 | Извештај | Четвртине: 17 : 19, 18 : 12, 29 : 17, 25 : 16                                   |         |                                                     | Хала Чаир, Ниш Гледаоци: 2.600 Судије: Немања Нинковић, Владимир Весковић, Милош Хаџић |  |
| 16. 2. 2023. 18:00 | Извештај | Поени: Вилдоза 18 Скокови: Митровић 7 Асистенције: Кампацо 6 Индекс: Вилдоза 25 |         | Гагић, Радоњић 14 Гагић 9 Гагић 5 Болдвин, Гагић 15 | Хала Чаир, Ниш Гледаоци: 2.600 Судије: Немања Нинковић, Владимир Весковић, Милош Хаџић |  |

| 16. 2. 2023. 21:00 | Извештај | ФМП Сокербет                                                                         | 91 : 76 | Металац                                              | Хала Чаир, Ниш Гледаоци: 500 Судије: Александар Глишић, Немања Влаховић, Војкан Живковић |  |
| 16. 2. 2023. 21:00 | Извештај | Четвртине: 26 : 12, 23 : 22, 18 : 24, 24 : 18                                        |         |                                                      | Хала Чаир, Ниш Гледаоци: 500 Судије: Александар Глишић, Немања Влаховић, Војкан Живковић |  |
| 16. 2. 2023. 21:00 | Извештај | Поени: Валинскас 20 Скокови: Јанковић 9 Асистенције: Валинскас 5 Индекс: Јанковић 25 |         | Џорден Рандел 19 Дурмо, Симанић 8 Менинг 6 Менинг 20 | Хала Чаир, Ниш Гледаоци: 500 Судије: Александар Глишић, Немања Влаховић, Војкан Живковић |  |

## Полуфинале
| 17. 2. 2023. 17:00 | Извештај | ФМП Сокербет                                                                       | 67 : 86 | Мега МИС                                              | Хала Чаир, Ниш Гледаоци: 500 Судије: Владимир Јевтовић, Синиша Прпа, Петар Пешић |  |
| 17. 2. 2023. 17:00 | Извештај | Четвртине: 24 : 20, 16 : 10, 14 : 22, 13 : 34                                      |         |                                                       | Хала Чаир, Ниш Гледаоци: 500 Судије: Владимир Јевтовић, Синиша Прпа, Петар Пешић |  |
| 17. 2. 2023. 17:00 | Извештај | Поени: Степановић 15 Скокови: Шарановић 8 Асистенције: Мур 4 Индекс: два играча 14 |         | Ковачевић 20 Рудан, Церовина 7 Казалон 6 Ковачевић 21 | Хала Чаир, Ниш Гледаоци: 500 Судије: Владимир Јевтовић, Синиша Прпа, Петар Пешић |  |

| 17. 2. 2023. 21:00 | Извештај | Партизан Моцарт бет                                                          | 75 : 83 | Црвена звезда Меридијанбет                         | Хала Чаир, Ниш Гледаоци: 5.200 Судије: Урош Николић, Урош Обркнежевић, Стефан Ћалић |  |
| 17. 2. 2023. 21:00 | Извештај | Четвртине: 21 : 15, 23 : 19, 14 : 25, 17 : 24                                |         |                                                    | Хала Чаир, Ниш Гледаоци: 5.200 Судије: Урош Николић, Урош Обркнежевић, Стефан Ћалић |  |
| 17. 2. 2023. 21:00 | Извештај | Поени: Нанели 19 Скокови: Лесор 12 Асистенције: Аврамовић 4 Индекс: Лесор 21 |         | Вилдоза 15 Бентил, Митровић 7 Кампазо 7 Недовић 19 | Хала Чаир, Ниш Гледаоци: 5.200 Судије: Урош Николић, Урош Обркнежевић, Стефан Ћалић |  |

## Финале
| 18. 2. 2023. 21:00 | Извештај | Црвена звезда Меридијанбет                                                    | 96 : 79 | Мега МИС                                   | Хала Чаир, Ниш Гледаоци: 2.500 Судије: Владимир Јевтовић, Синиша Прпа, Стефан Ћалић |  |
| 18. 2. 2023. 21:00 | Извештај | Четвртине: 22 : 23, 29 : 21, 27 : 21, 18 : 14                                 |         |                                            | Хала Чаир, Ниш Гледаоци: 2.500 Судије: Владимир Јевтовић, Синиша Прпа, Стефан Ћалић |  |
| 18. 2. 2023. 21:00 | Извештај | Поени: Добрић 24 Скокови: Петрушев 8 Асистенције: Вилдоза 7 Индекс: Добрић 31 |         | Казалон 15 Ускоковић 5 Рори 5 Ускоковић 21 | Хала Чаир, Ниш Гледаоци: 2.500 Судије: Владимир Јевтовић, Синиша Прпа, Стефан Ћалић |  |

| Стартери:      | Стартери: | Стартери:        | П  | С | А |
| -------------- | --------- | ---------------- | -- | - | - |
| ПЛ             | 1         | Лука Вилдоза     | 6  | 0 | 7 |
| Ц              | 9         | Лука Митровић    | 14 | 4 | 2 |
| К              | 10        | Бранко Лазић     | 3  | 1 | 1 |
| Б              | 13        | Огњен Добрић     | 24 | 6 | 3 |
| КЦ             | 50        | Бен Бентил       | 6  | 2 | 0 |
| Резерве:       |           |                  |    |   |   |
| Б              | 2         | Стефан Лазаревић | 2  | 2 | 1 |
| ПЛ             | 7         | Факундо Кампазо  | 2  | 1 | 6 |
| Ц              | 12        | Хасан Мартин     | 0  | 2 | 1 |
| КЦ             | 22        | Далибор Илић     | 4  | 0 | 1 |
| Б              | 26        | Немања Недовић   | 20 | 3 | 3 |
| ПЛ             | 27        | Стефан Марковић  | 0  | 2 | 0 |
| КЦ             | 33        | Филип Петрушев   | 15 | 8 | 1 |
| Тренер:        |           |                  |    |   |   |
| Душко Ивановић |           |                  |    |   |   |

| Црвена звезда Меридијанбет |  | Мега МИС |

| ЦЗВ         | Статистика        | МЕГ         |
| ----------- | ----------------- | ----------- |
|             | Статистика        |             |
| 27/37 (73%) | Шут за 2 поена    | 21/34 (62%) |
| 8/22 (36%)  | Шут за 3 поена    | 7/22 (32%)  |
| 18/26 (80%) | Слободна бацања   | 16/21 (76%) |
| 8           | Скокови у нападу  | 4           |
| 23          | Скокови у одбрани | 16          |
| 31          | Укупно скокова    | 20          |
| 26          | Асистенција       | 20          |
| 5           | Украдених лопти   | 6           |
| 12          | Изгубљених лопти  | 15          |
| 2           | Блокада           | 1           |
| 23          | Личних грешака    | 23          |

| Стартери:   | Стартери: | Стартери:             | П          | С          | А          |
| ----------- | --------- | --------------------- | ---------- | ---------- | ---------- |
| Ц           | 2         | Данко Бранковић       | 14         | 4          | 1          |
| КЦ          | 6         | Матеј Рудан           | 4          | 4          | 2          |
| Б           | 10        | Малком Казалон        | 15         | 2          | 2          |
| Б           | 11        | Никола Ђуришић        | 7          | 1          | 4          |
| ПЛ          | 14        | Ахмад Рори            | 6          | 1          | 5          |
| Резерве:    |           |                       |            |            |            |
| К           | 0         | Алекса Миленковић     | Није играо | Није играо | Није играо |
| К           | 5         | Асим Ђуловић          | Није играо | Није играо | Није играо |
| ПЛ          | 7         | Алекса Ускоковић      | 13         | 5          | 4          |
| КЦ          | 12        | Петар Ковачевић       | 13         | 2          | 1          |
| Б           | 13        | Лука Церовина         | 7          | 1          | 1          |
| КЦ          | 33        | Михаило Мушикић       | 0          | 0          | 0          |
| Б           | 55        | Александар Стефановић | Није играо | Није играо | Није играо |
| Тренер:     |           |                       |            |            |            |
| Марко Бараћ |           |                       |            |            |            |

| Победник Купа Радивоја Кораћа 2023. |
| ----------------------------------- |
| КК Црвена звезда 9. титула          |